# كريس براون (ممثل)
كريس براون (بالإنجليزية: Chris Barrie)‏ هو ممثل بريطاني، ولد في 28 مارس 1960 بهانوفر في ألمانيا.

## أعمال

### أفلام
- (2001) تومب رايدر[6]
- (2003) مهد الحياة[7]

### مسلسلات
- ريد دوارف

## وصلات خارجية
- كريس براون على موقع IMDb (الإنجليزية)
- كريس براون على موقع ألو سيني (الفرنسية)
- كريس براون على موقع ميوزك برينز (الإنجليزية)
- كريس براون على موقع أول موفي (الإنجليزية)
- كريس براون على موقع إن إن دي بي (الإنجليزية)
- كريس براون على موقع ديسكوغز (الإنجليزية)
- كريس براون على موقع قاعدة بيانات الفيلم (الإنجليزية)
- كريس براون على موقع كينوبويسك (الروسية)